# 赤穂市消防本部
赤穂市消防本部（あこうししょうぼうほんぶ）は、兵庫県赤穂市の消防部局（消防本部）。管轄区域は赤穂市及び赤穂郡上郡町（光都1～3丁目の区域を除く。）。

## 概要
- 消防本部：赤穂市加里屋1120-120
- 管内面積：272.49km2
- 職員定数：100人
- 消防署2カ所
- 主力機械（2024年4月1日現在）
  - 普通消防ポンプ自動車：4
  - 水槽付消防ポンプ自動車：2
  - はしご付消防自動車：1
  - 大型高所放水車：1(はしご車と兼用)
  - 泡原液搬送車：1
  - 化学消防自動車：1
  - 救急自動車：6
  - 救助工作車：1
  - 司令車：2
  - 広報査察車：3
  - 資機材搬送車：1
  - 小型ポンプ積載車：1
  - 事務連絡車：1

## 沿革
- 1964年4月1日 - 赤穂市消防本部・赤穂市消防署を設置する。
- 1983年4月1日 - 赤穂郡上郡町の消防事務を受託する。
- 1983年10月1日 - 上郡分署を開設する。
- 1996年4月1日 - 揖保郡新宮町（現：たつの市）・佐用郡三日月町（現：佐用町）の町域のうち、播磨科学公園都市区域の消防事務を受託する。
- 1996年11月1日 - 新都市分署を開設する。
- 2012年4月1日 - 上郡分署を上郡消防署に昇格、新都市分署を上郡消防署の管下に置く。また赤穂市消防署を赤穂消防署に改称し、2署1分署体制となる。
- 2018年4月1日 - 上郡消防署新都市分署を西はりま消防組合たつの消防署光都分署へ移管。これに伴い、たつの市・佐用郡佐用町からの消防事務の委託が廃止される。

## 組織
- 消防本部 - 総務課、予防課、警防課、救急救助課
- 消防署 - 総務課、予防課、警防課、救急救助課

## 消防署
| 消防署     | 住所                 | 分署 |
| ---------- | -------------------- | ---- |
| 赤穂消防署 | 加里屋1120-120       | なし |
| 上郡消防署 | 赤穂郡上郡町与井29-3 | なし |